# Aegidium
 (janvier 2015).
Si vous disposez d'ouvrages ou d'articles de référence ou si vous connaissez des sites web de qualité traitant du thème abordé ici, merci de compléter l'article en donnant les références utiles à sa vérifiabilité et en les liant à la section « Notes et références ».
L’Aegidium est une ancienne salle des fêtes  qui fut érigée en 1905 par l’architecte Guillaume Segers. Il se situe sur le Parvis de Saint-Gilles-lez-Bruxelles, au numéro 18.

## Historique
En décembre 1906, Léon Bejai-Dejonge, propriétaire de l'ensemble de l'îlot ouvre, sous le nom de Diamant Palace, un ensemble architectural qui comprend une salle de fêtes et de spectacles. Au décès du propriétaire, le Diamant Palace est acheté par Fernand Dierckx qui en fait un lieu dansant sous le nom de Panthéon-Palace.
Lors de son acquisition par le chanoine Simons en 1929, le Diamant Palace est rebaptisé Aegidium, nom qui selon la volonté du prêtre, évoquait la protection de Saint Gilles (Aegidius en latin), prénom du saint patron traditionnel de la commune[réf. nécessaire]. L’Aegidium change de destination et devient un lieu de fêtes mais aussi un lieu pour toutes sortes d’activités paroissiales.
En 1933, il est rénové par l’architecte Léon Denis, qui étend le rez-de-chaussée. L’Aegidium devint alors un cinéma. En 1979, l’Association des Œuvres paroissiales de Saint-Gilles, ASBL propriétaire de l’Aegidium, y installe un centre de jour qu’elle doit fermer en 1985 en raison de travaux de rénovation.

### Restauration et perspectives
En 2006, le bâtiment est classé par le gouvernement bruxellois ; les propriétaires recherchent des projets de rénovation. Après une longue phase de négociations, l'entreprise privée Edificio est choisie comme repreneur en 2013. Le chantier, concernant un complexe de près de 4 000 mètres-carrés, est confié à l'architecte Francis Metzger. Ce projet est soutenu par la commune de Saint-Gilles et son bourgmestre Charles Picqué, la Région de Bruxelles-Capitale (qui participe au financement à hauteur de 4 millions d'euro), la Commission royale des monuments et des sites et l’IRPA. Les travaux qui devaient commencer en octobre 2019 sont toujours en attente fin 2023.

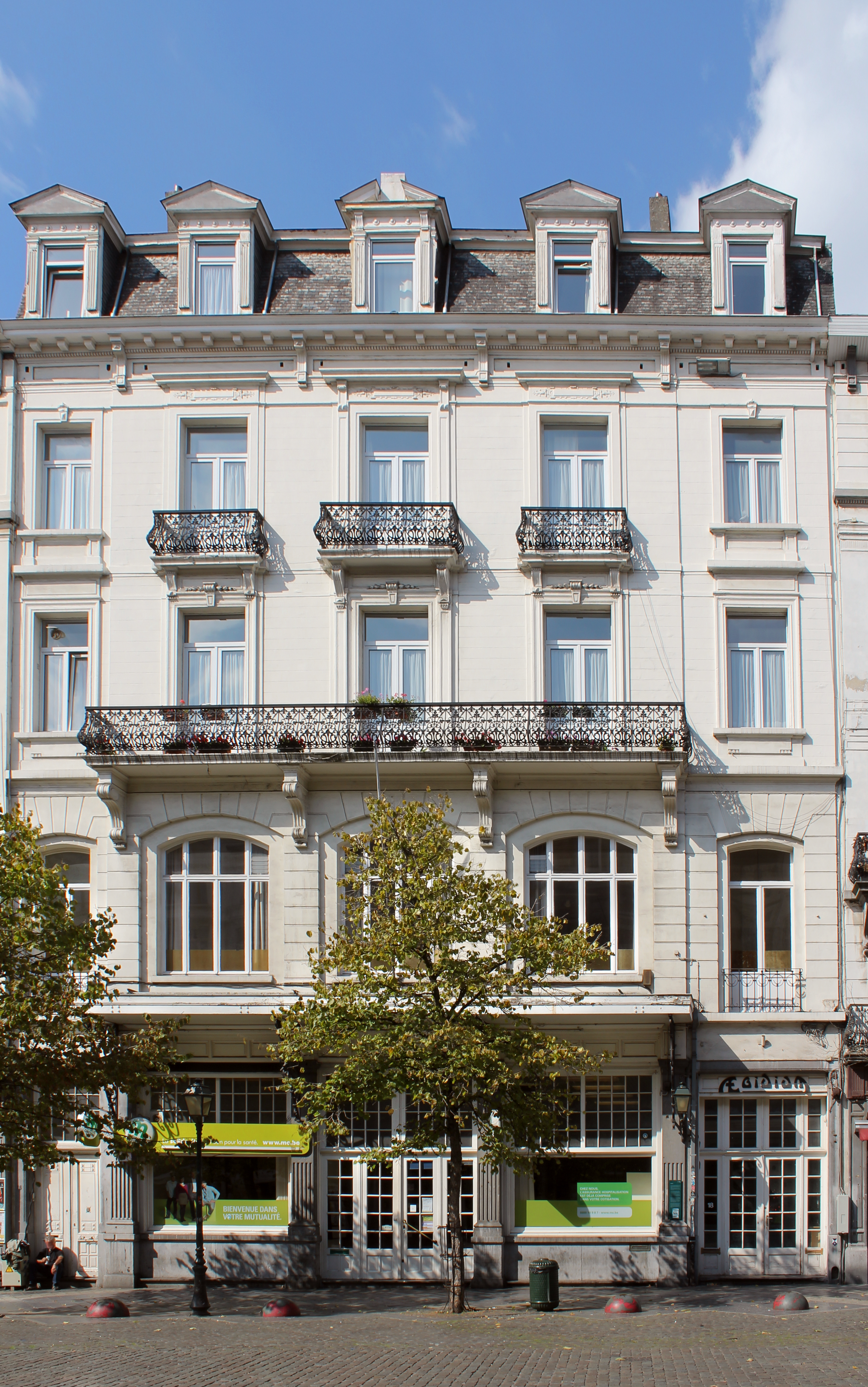
Façade
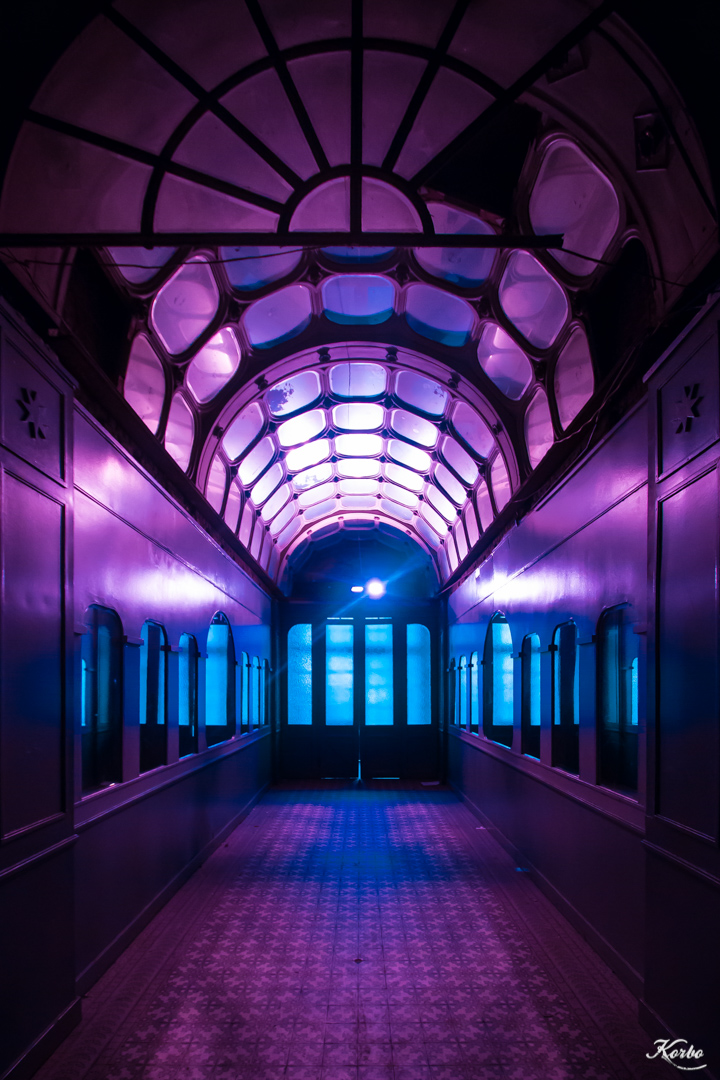
Galerie des glaces
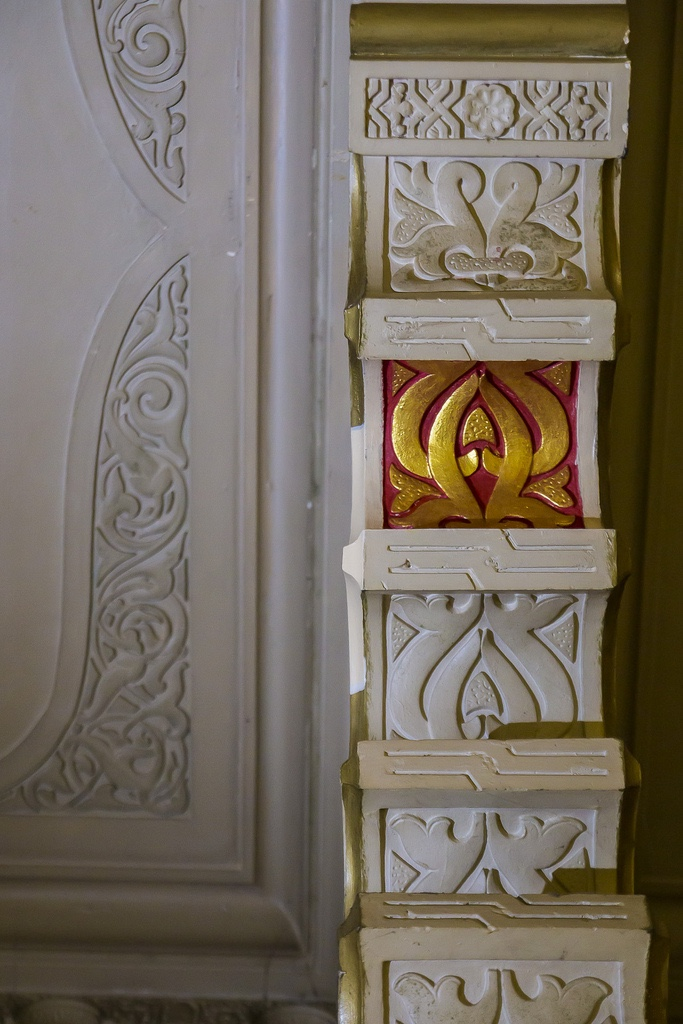
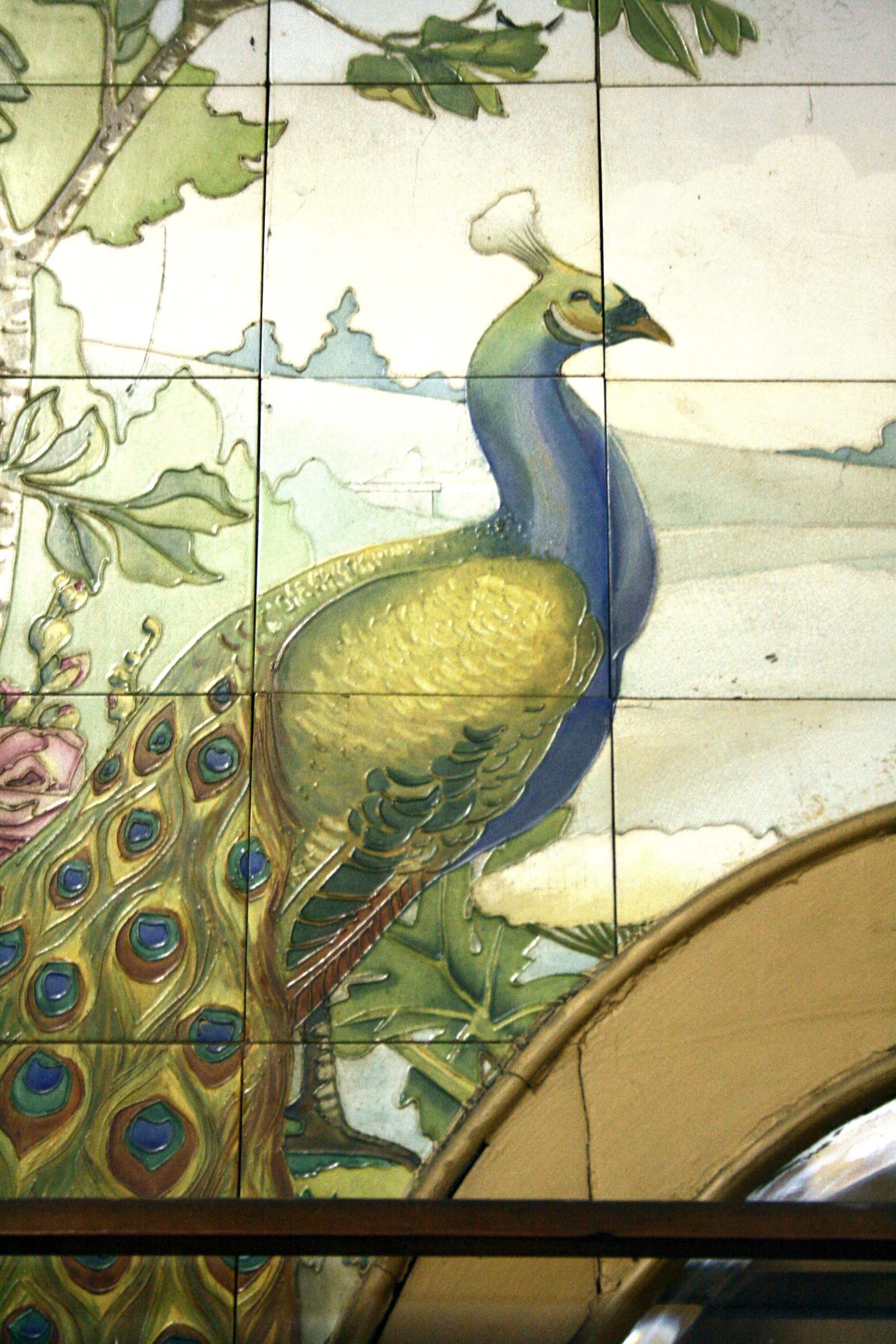
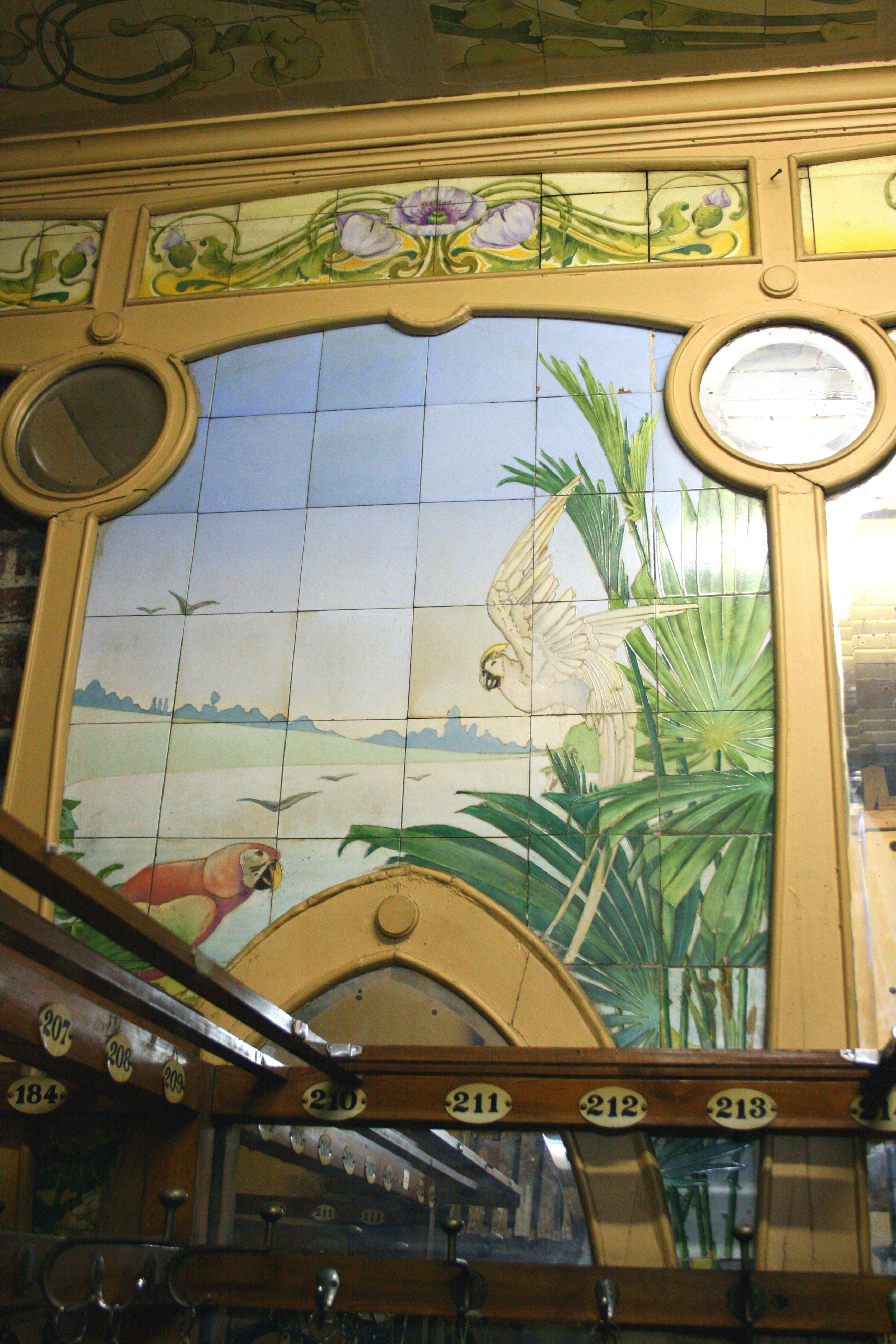

## Architecture

### Façade
C’est en raison de sa façade principale que l’Aegidium a bénéficié d’un classement en 2006, ainsi que pour son intérêt historique, social et artistique.[réf. nécessaire]

### Architecture et décoration intérieures
Les murs de l’Aegidium sont recouverts de miroirs à tous les étages, dans presque toutes les pièces. Au rez-de-chaussée se situe un vestibule constitué de larges miroirs et de lumières. À ce niveau se situent également trois pièces : un jardin d'hiver, une salle de café et une Tabagerie. 
Au premier étage, en haut de l'escalier d’honneur, se trouvent deux salles de spectacle : une salle dite « mauresque » et une salle de bal au décor Louis XV. La salle de spectacle au décor mauresque est l’une des rares salles conservées dans ce style, variante arabisante de l’art nouveau. La salle de bal au décor Louis XV quant à elle date de 1956. Les miroirs et la même décoration du foyer s’y retrouvent.

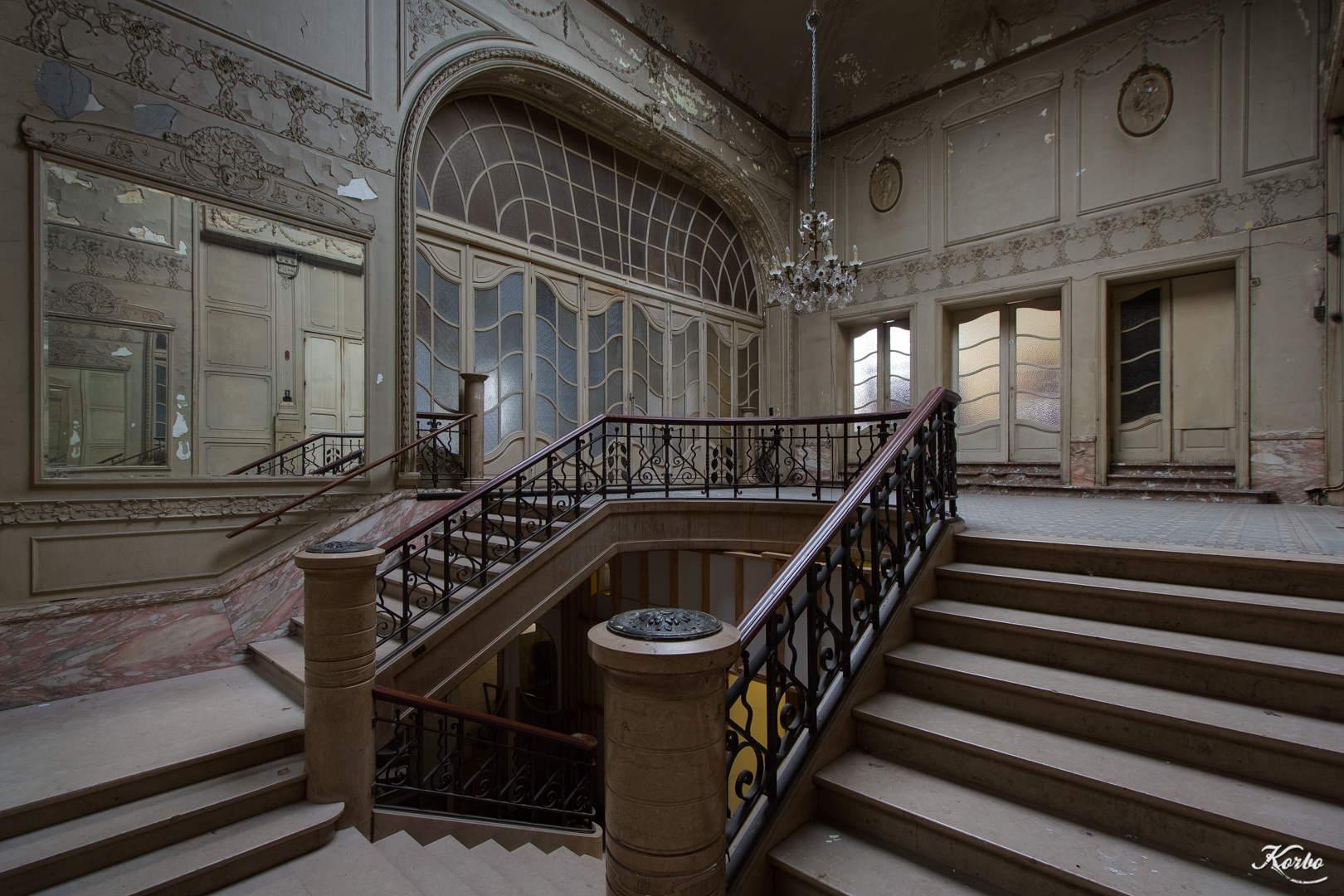
Right Diamant Palace.
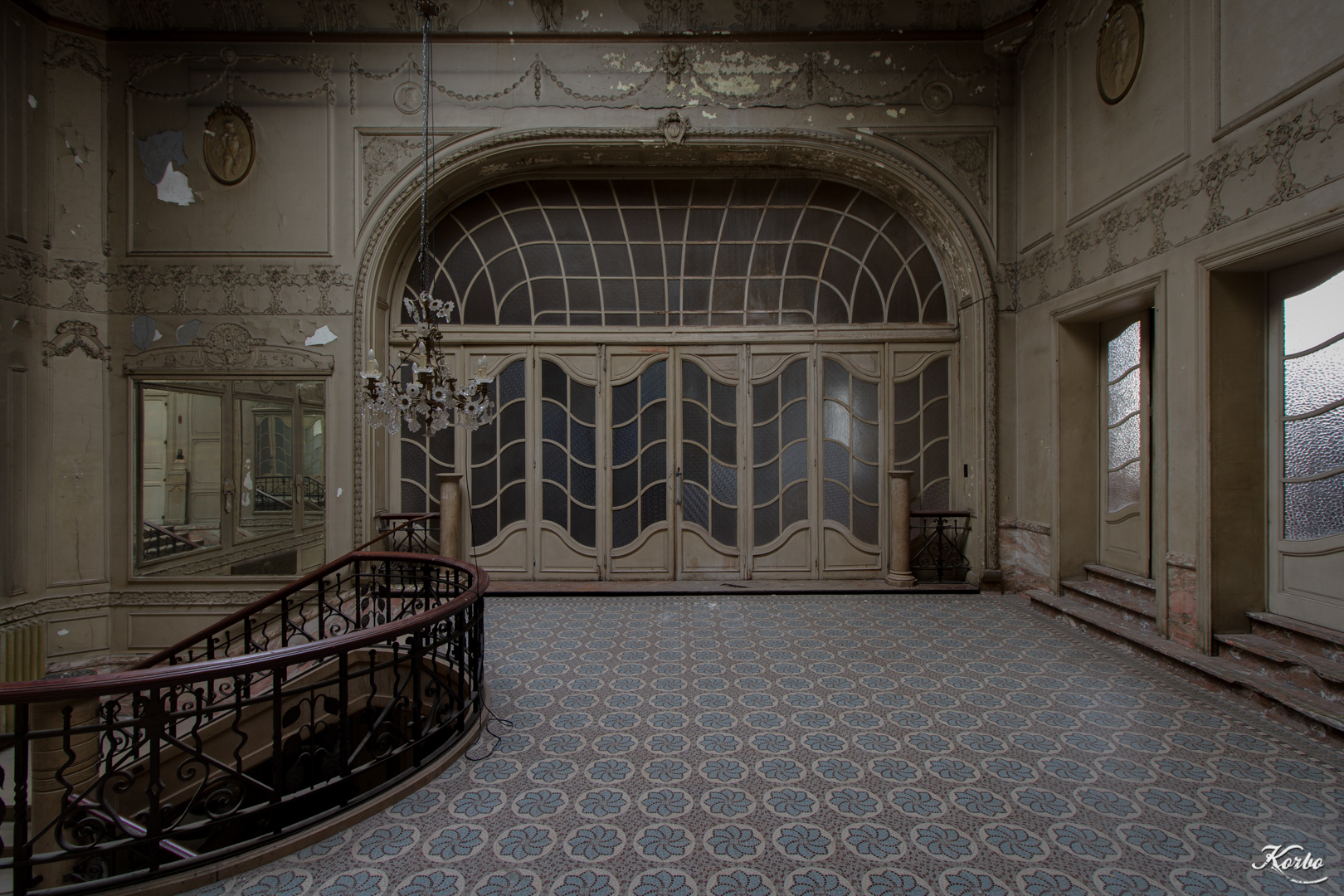
Vue de face Aegidium
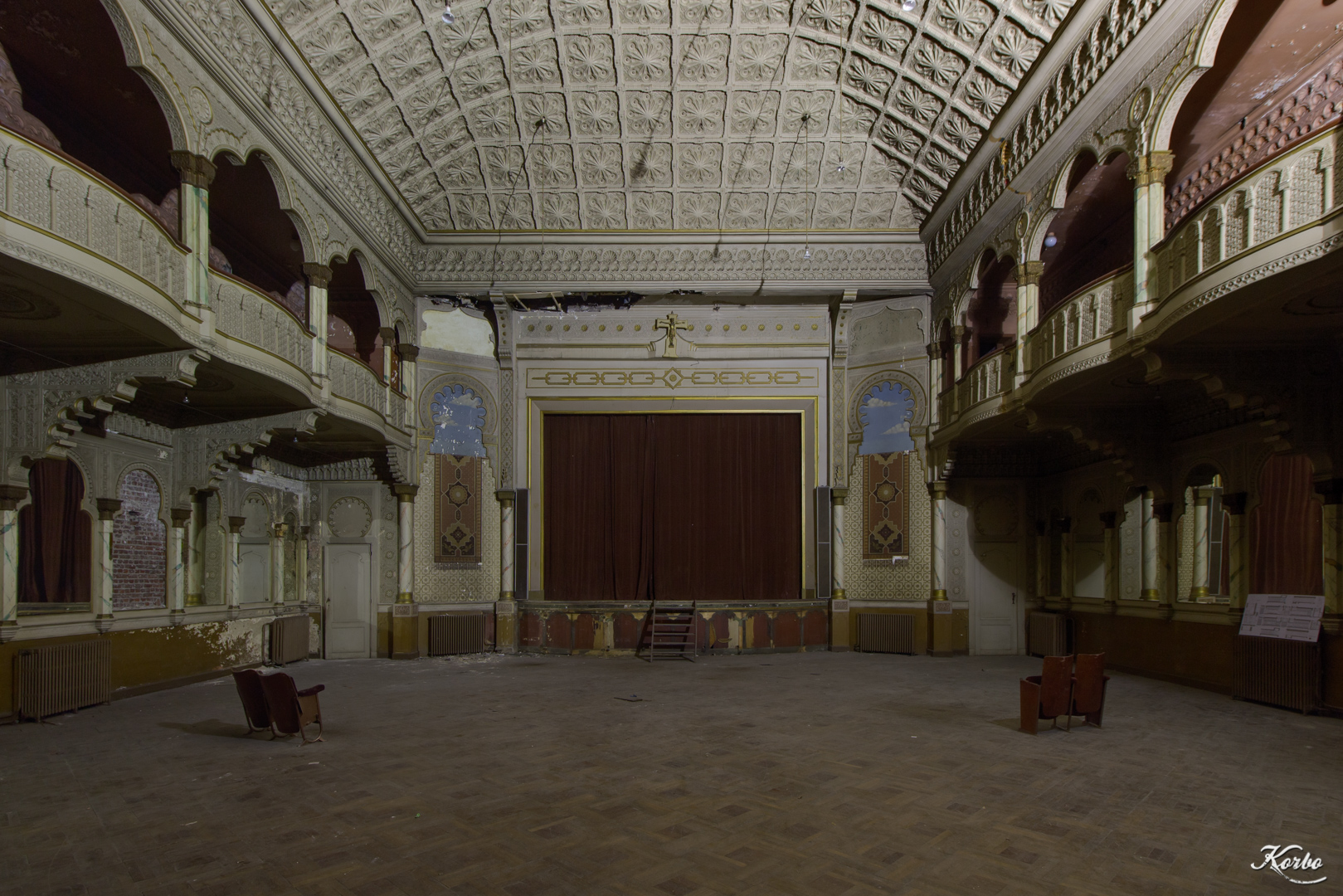
Salle Mauresque.
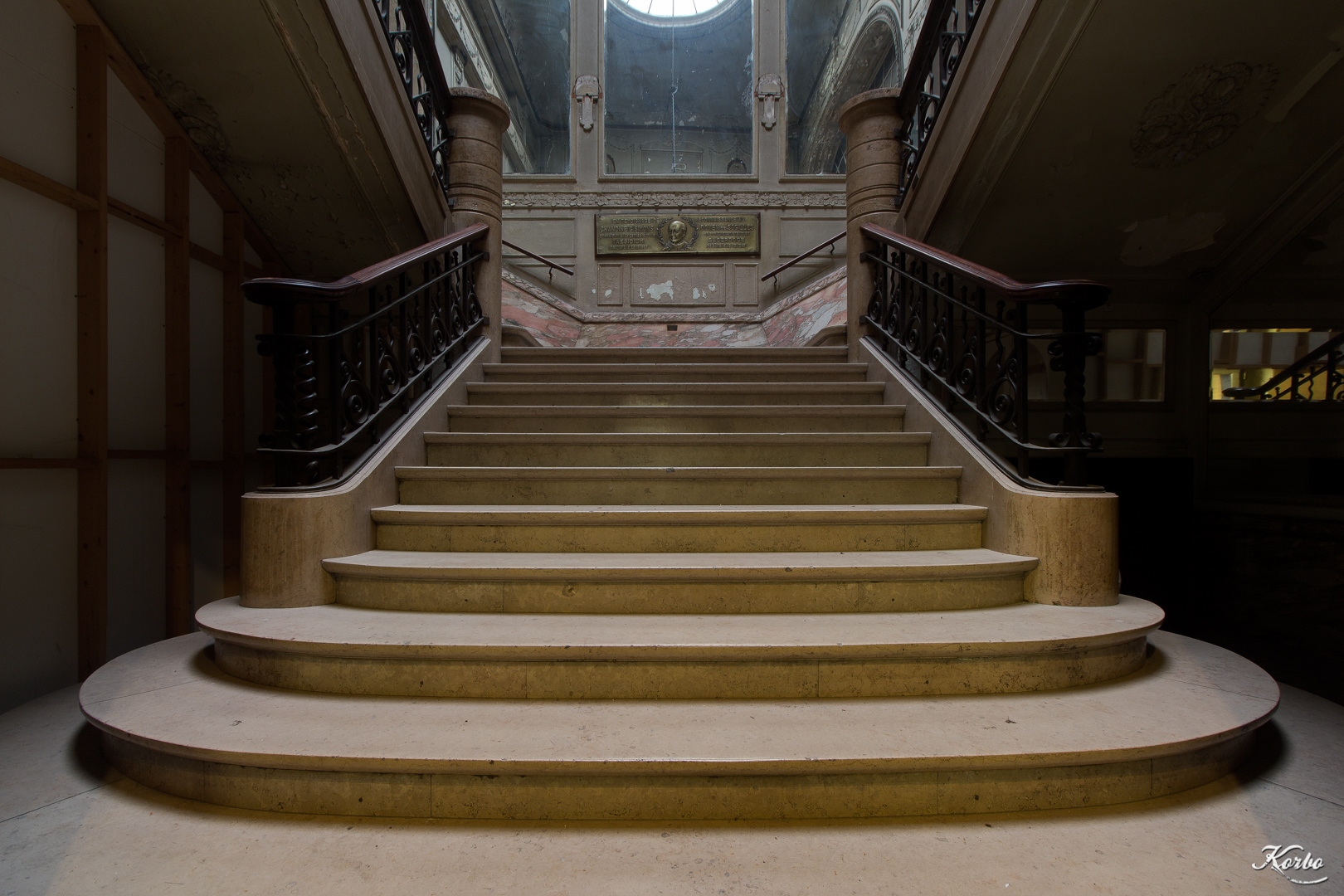
Escalier principal.
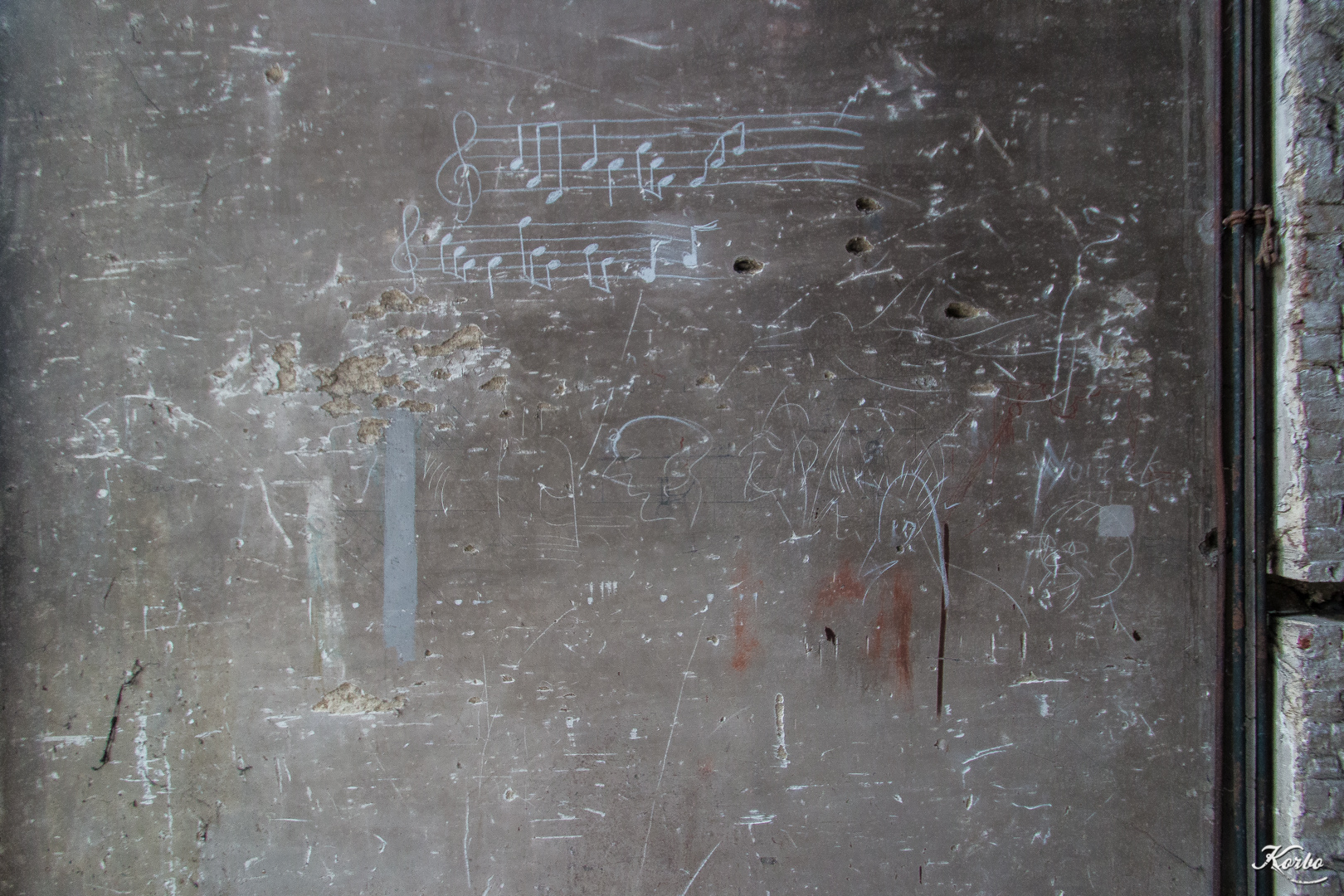
Graffiti ancien emplacement piano
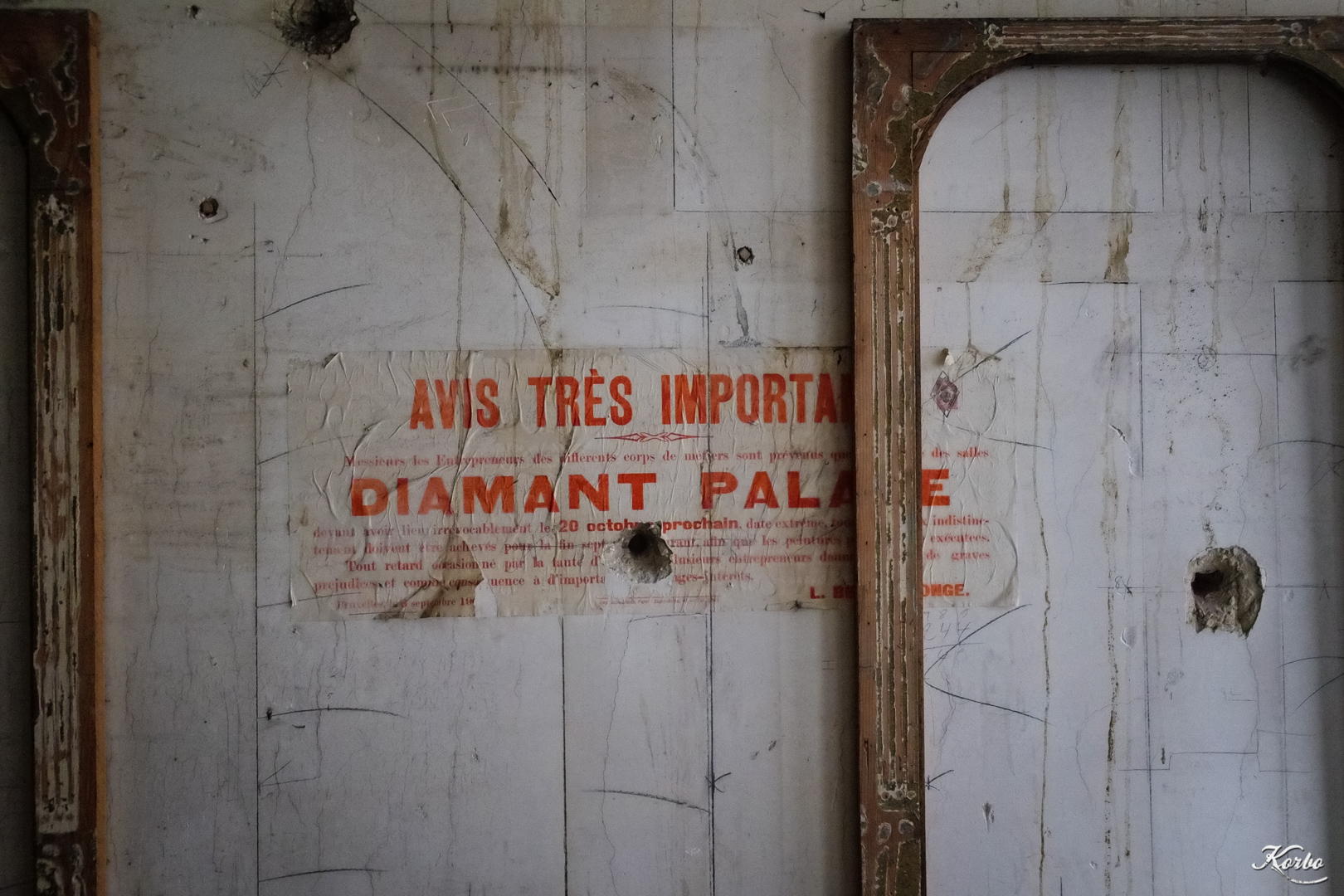
Affiche du nom d'origine, galerie des glaces
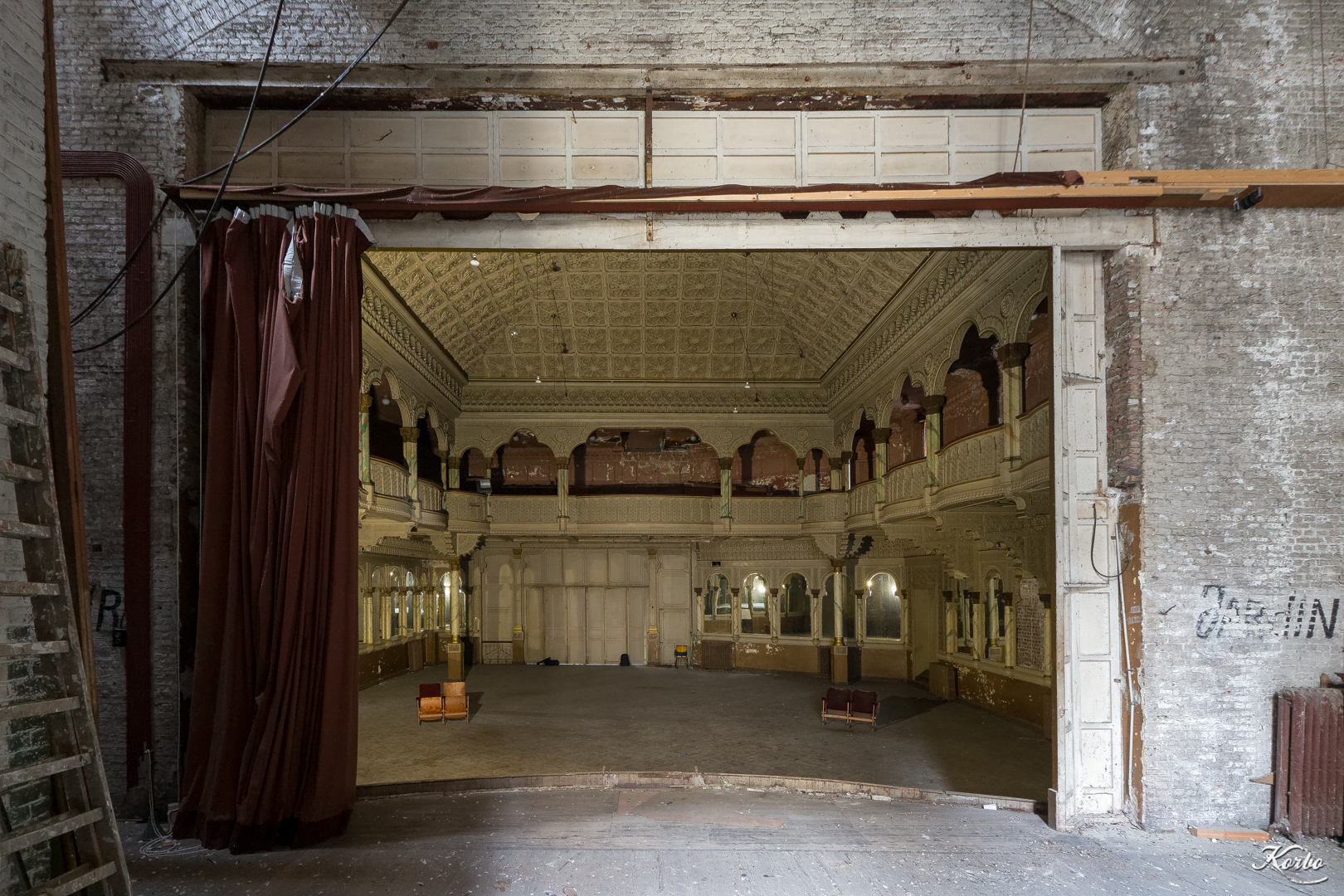
Arrière scène du théâtre